# Lockruf der Wildnis
Lockruf der Wildnis ist ein US-amerikanischer Abenteuerfilm aus dem Jahr 1952 von Jean Negulesco mit Jean Peters und Jeffrey Hunter in den Hauptrollen. Der Film wurde von 20th Century Fox produziert und basiert auf dem Roman Swamp Water von Vereen Bell. Er ist eine Neuverfilmung des 1941 entstandenen Films In den Sümpfen.

## Handlung
Zu Beginn des 20. Jahrhunderts führen die Einwohner des Städtchens Fargo in Georgia ein einfaches Leben. Die gefährlichen Okefenokee-Sümpfe meiden sie nach Möglichkeit. Eines Tages helfen Ben Tyler und sein Vater Zack bei der Suche nach zwei vermissten Jägern. Die Suche ist erfolglos und auch der Hund Careless verschwindet auf der Jagd nach einem Reh. Ben will am nächsten Tag nach dem Hund suchen und zieht trotz der Proteste seines Vaters los. Im Sumpf wird Ben niedergeschlagen. Er kommt gefesselt in einer Hütte wieder zu sich. Ein Mann und eine junge Frau sind in der Hütte. In dem Mann erkennt Ben Jim Harper, der unter dem Verdacht steht, vor acht Jahren zwei Männer ermordet zu haben. Damals floh er vor einem Lynchmob in die Sümpfe. Er behauptet, einen der Männer in Notwehr getötet zu haben, während der andere von den Longden-Brüdern, Dave und Harry, ermordet wurde. Die junge Frau ist Jims Tochter Laurie, die im Sumpf aufgewachsen ist. Laurie misstraut Ben im Gegensatz zu ihrem Vater, der bereit ist, in die Zivilisation zurückzukehren, wenn er einen fairen Prozess bekommt. Ben stimmt zu, einen Anwalt für Jim zu finden. Um den Anwalt bezahlen zu können, hilft Ben bei der Jagd. Jim betrachtet mit Sorge, dass sich Ben zu seiner Tochter hingezogen fühlt.
Eines Morgens zeigen Jim und Laurie Ben den Weg aus dem Sumpf. Zack ist voller Freude über Bens Rückkehr, ist aber erschüttert, als er erfährt, dass Ben wieder in den Sumpf zurück will. Die erjagten Pelze verkauft er an den Händler Pat McGowan, mit dessen Tochter Noreen er verlobt ist. Auch Noreen kann nicht verstehen, dass Ben wieder in den Sumpf will. Sie erklärt ihm, dass sie dann mit einem anderen Verehrer zu einem Tanzfest gehen werde. Im Sumpf übergibt Ben Jim eine Kiste Zigarren und Laurie ein Kleid, mit dem sie ihn zum Tanzfest begleiten soll. Er beruhigt sie, dass niemand wisse, wer sie sei und sie Leute in ihrem Alter kennenlernen werde. Als Ben bei dem Tanzfest erscheint, wird er von Noreen ignoriert, die stattdessen mit Jack Doran flirtet. Bens Laune bessert sich mit Lauries Ankunft. Noreen provoziert eine Schlägerei zwischen Ben und Jack, nach dessen Ende Ben Jack klarmacht, dass er Noreen haben könne. Noreen ihrerseits hört, wie Ben Laurie seine Liebe erklärt. Sie unterbricht das Gespräch und erklärt, Lauries Identität zu kennen, die Ben ihr angeblich verraten habe. Laurie läuft entsetzt davon.
Am nächsten Morgen wird Ben von den Longdens angegriffen, denen Noreen alles verraten hat. Sie wird Zeuge, wie die Longdens Ben beinahe ertränken. Sie bekommt Skrupel und alarmiert Zack, der Ben zur Hilfe eilt. Ben erzählt seinem Vater von Jim und dessen Wunsch nach einem fairen Prozess. Zack erklärt sich bereit, alles in die Wege zu leiten. Ben soll Jim und Laurie aus dem Sumpf holen. Die Longdens, die Jim den Mord an dem zweiten Mann anhängen wollen, folgen Ben. Zwar sind Jim und Laurie verärgert über Ben, dennoch wollen sie ihn in die Stadt begleiten, als er ihnen Schreiben des Sheriffs und eines Anwaltes zeigt, der den Fall übernehmen will. Auf dem Weg aus dem Sumpf werden die drei von den Langdons beschossen. Jim und Laurie glauben, dass Ben sie in eine Falle gelockt hat. Erst als Ben auch beschossen wird, glauben sie an seine Ehrlichkeit. Als Jim angeschossen wird, locken Ben und Laurie die Brüder tiefer in den Sumpf. Dave gerät in Treibsand und versinkt. Harry wird von Ben und Laurie gefangen genommen und, zusammen mit Jim, in die Stadt gebracht. Sheriff Jepson begrüßt die Ankömmlinge und lässt Jims Verletzung versorgen. Während Ben und Laurie im Wartezimmer sitzen, erklärt Jim, dass das Verlassen des Sumpfes wie eine Heimkehr sei.

## Hintergrund
Gedreht wurde der Film von Ende Oktober 1951 bis Anfang Januar 1952 in den Okefenokee-Sümpfen in Florida. Die Stadtszenen entstanden in dem Ort Waycross in Georgia.
Ursprünglich waren Debra Paget für die Hauptrolle und Robert Wise als Regisseur vorgesehen. Walter Brennan spielte hier die gleiche Rolle wie in dem Vorgängerfilm.
Addison Hehr und Lyle R. Wheeler oblag die künstlerische Leitung. Thomas Little und Fred J. Rode waren für das Szenenbild zuständig, Dorothy Jeakins für die Kostüme. Verantwortliche Toningenieure waren Alfred Bruzlin und Harry M. Leonard. Robert D. Webb arbeitete als Regisseur der Second Unit und war gleichzeitig Co-Produzent.

## Veröffentlichung
Die Premiere des Films fand am 16. Juli 1952 in Waycross statt. In der Bundesrepublik Deutschland kam er am 22. Dezember 1952 in die Kinos, in Österreich im April 1953.

## Kritiken
Das Lexikon des internationalen Films schrieb: „Eine etwas schablonenhafter Abenteuer-Western mit hervorragenden Naturaufnahmen aus dem Sumpfgebiet Süd-Georgias.“
Die Filmzeitschrift Cinema befand: „Die morastige Geschichte war elf Jahre zuvor (1941) bereits stimmig von Jean Renoir verfilmt worden. Fazit: Wunderschöne Aufnahmen, mäßig spannend.“
Bosley Crowther von der The New York Times befand, weder Geschichte noch Darstellung können überzeugen.
François Truffaut schrieb seine Kritik, um die Leser zu warnen. Das mehr als blasse Remake des wunderschönen In den Sümpfen nutze das Potential von Jean Peters nicht aus. Der Farbeinsatz sei nicht mehr als adäquat, das Ganze extrem langweilig.
Der Kritiker des TV Guide sah ein Remake, das nicht ganz so launisch wie das Original sei. Die Farbgebung schaffe nicht die gleiche Atmosphäre wie die Schwarzweißkamera, doch lasse sie den Film realistischer erscheinen. Die unkomplizierte Geschichte habe einige spannende Momente.